# Saint-Samson (Mayenne)
Saint-Samson era una comuna francesa situada en el departamento de Mayenne, de la región de Países del Loira, que el 1 de enero de 2016 pasó a ser una comuna delegada de la comuna nueva de Pré-en-Pail-Saint-Samson al fusionarse con la comuna de Pré-en-Pail.

## Demografía
| Gráfica de evolución demográfica de Saint-Samson entre 1800 y 2013 |
|                                                                    |

Los datos demográficos contemplados en este gráfico de la comuna de Saint-Samson se han cogido de 1800 a 1999 de la página francesa EHESS/Cassini, y los demás datos de la página del INSEE.